# Claude Lelouch
Claude Lelouch (* 30. října 1937 Paříž) je francouzský režisér, kameraman, herec a producent.

## Život
Začal studovat na vysoké škole, studia ale nedokončil. Poté se živil jako novinář. V roce 1960 založil produkční společnost Les Films 13.
Proslavil se v roce 1966 filmem Muž a žena s Jeanem-Louisem Trintignantem a Anouk Aimée v hlavních rolích. Toto dílo získalo v roce 1966 Zlatou palmu na filmovém festivalu v Cannes a dva Oscary. Film dále obdržel více než 40 dalších cen na filmových festivalech.
Poté natočil ještě asi čtyři desítky dalších snímků.

## Rodina
Byl několikrát ženat, je otcem sedmi dětí.

## Filmografie (výběr)
- 1966 – Muž a žena
- 1967 – Žít a užít
- 1969 – Muž, který se mi líbí
- 1969 – Život, láska a smrt
- 1972 – Dobrodružství je dobrodružství
- 1973 – Šťastný nový rok
- 1974 – Celý jeden život
- 1976 – Dobrák a zlí lidé
- 1976 – Začít znovu
- 1977 – Jiný muž, jiná šance
- 1979 – Útěk do bezpečí
- 1981 – Jedni a druzí
- 1983 – Edith a Marcel
- 1984 – Viva la vie!
- 1986 – Muž a žena po 20 letech
- 1988 – Cesta zhýčkaného dítěte
- 1992 – Krásný příběh
- 1995 – Bídníci 20. století
- 2005 – Odvaha milovat
- 2019 – Nejlepší léta jednoho života